# Vertrag
Ein Vertrag ist die von zwei oder mehr Vertragsparteien erklärte Einigung über die Begründung oder inhaltliche Änderung eines Schuldverhältnisses (§ 311 BGB). Er basiert auf mindestens zwei übereinstimmenden Willenserklärungen. In einer auf dem Grundsatz der Privatautonomie beruhenden Rechtsordnung wie der deutschen ist der Vertrag für den Einzelnen das wichtigste rechtliche Mittel zur Gestaltung der eigenen Lebensverhältnisse.

## Geschichte

### Antikes Recht
Der Vertrag war bereits im Alten Testament bekannt. Im 1. Buch Mose heißt es: „Da nahm Abraham Schafe und Rinder und gab sie dem Abimelech, und sie schlossen einen Bund miteinander“ (Gen 21,27 ). Auch die einem Vertrag innewohnende gegenseitige Verpflichtung war üblich: „Sie sprachen: Wir sehen mit sehenden Augen, dass der Herr mit dir ist. Darum sprachen wir: Es soll ein Eid zwischen uns und dir sein, und wir wollen einen Bund mit dir schließen“ (Gen 26,28 ).

### Römisches Recht
Das römische Recht kannte eine Vielzahl von unterschiedlich bezeichneten Vertragstypen, jedoch bestand kein einheitliches Vertragsrecht. Bereits im Jahre 116 v. Chr. ist der Vertrag belegt (lateinisch contractus, „Zusammenziehen“). Gaius zählte 160 n. Chr. in seinen Institutionen den klagbaren Realvertrag (lateinisch re), Verbalvertrag (lateinisch verbis), Litteralvertrag (lateinisch litteris) und die bloße Zustimmung (lateinisch consensu) auf. Den schuldrechtlichen Klagen musste demzufolge entweder ein Vertrag oder ein Delikt zugrunde liegen.

### Recht der Neuzeit

#### Deutschland
Das Wort Vertrag wurde in Deutschland ersichtlich erstmals 1287 in Friedberg benutzt, als von „ein brief … besagend uber ein vertrag“ die Rede war. Die Kanonisten des 12. Jahrhunderts verwendeten als Grundbegriff für den Vertrag das Wort Pakt (aus lateinisch pactum; Teufelspakt) und stellten die Taufe als Übereinkunft zwischen Gott und den Menschen vor, als Pakt mit wechselseitigen Rechten und Pflichten. Ab 1465 entlehnte die Kanzleisprache den Kontrakt (aus lateinisch contractum), während der Sprachforscher Philipp von Zesen 1651 wieder zum Vertrag zurückkehrte. Samuel Oberländer definierte 1721 den Vertrag als „bindliche Hin- und Widerhandlung … als eine wahre ausgedruckte Übereinkommung zweier oder mehrerer Personen über eine gewisse Sache…“.

#### Schule von Salamanca
Als erster Schritt zur Systematisierung des Vertragsrechts stützt sich die vertragliche Doktrin der Schule von Salamanca auf zwei Säulen: Freiheit und Gerechtigkeit.
Die Schule von Salamanca spielte eine wichtige Rolle bei der Verbreitung des vertraglichen Konsensualismus. Wenn dieser Gedanke bereits seit dem 12. Jahrhundert im Kirchenrecht und der Anwendung des Grundsatzes pacta sunt servanda anerkannt wurde, folgte das Zivilrecht erst im 16. Jahrhundert auf die Berufung berühmter Juristen wie Luis de Molina. Darüber hinaus behauptete der Jesuit Pedro de Oñate, vor allem Leonardus Lessius, das Bestehen einer "Vertragsfreiheit" und einer "Willensautonomie", weil der von Gott geschaffene Mensch, der ihn frei gemacht hat, eine Autonomie in der Verwaltung seine Güter und seine Verpflichtungen hat. Diese Freiheit ist jedoch unvollständig, weil sie den Grundsatz der freien Zustimmung nicht überschreiten darf und weil der Konter weder den von den Behörden geforderten Formalismus ignorieren noch einen unmoralischen Zweck verfolgen kann.
Die Mitglieder der Schule von Salamanca dachten auch, nach Luis de Molina, dass Verträge für den gemeinsamen Nutzen geschaffen wurden und folglich, dass das Naturrecht kann nicht tolerieren, eine privilegierte Partei. Um die Anwendung dieses Prinzips der Tauschgerechtigkeit zu ermöglichen, erarbeiteten sie das Konzept des gerechten Preises. Jeder Verstoß gegen diese Vorstellung stellt für den einen ein Laesio und für den anderen eine ungerechte Bereicherung, einen Verstoß gegen die siebenden Gebote und eine Sünde dar. Nur eine Rückgabe des ungebührlichen Fürsten ermöglicht die Absolution und bringt das vertragliche Gleichgewicht zurück.

### Modernes Recht

#### Allgemeines Preußisches Landrecht
Das Allgemeine Preußische Landrecht (APL) vom Juni 1794 widmete dem Vertrag den gesamten fünften Titel (I 5, §§ 1-453 APL) und definierte ihn als „wechselseitige Einwilligung zur Erwerbung oder Veräußerung eines Rechtes“ (I 5, § 1 APL). Durch die Annahme eines gültigen Versprechens galt der Vertrag als geschlossen (I 5, § 79 APL). Das APL regelte das Vertragsrecht umfassend, ohne dabei auf einzelne Vertragstypen einzugehen.

#### Französisches Code civil
Der im März 1804 in Frankreich eingeführte Code civil (CC) sieht in Art. 1101 CC lediglich den obligatorischen Vertrag (französisch contrat) vor, bei dem die Willenserklärung zur Schaffung, Veränderung, Übertragung oder zum Erlöschen einer Verbindlichkeit dient. Der Gläubiger der Sachlieferung wird bereits Eigentümer durch Einigung, eine Übergabe ist indes nicht erforderlich. Die französische Rechtslehre bezeichnet mit „contrat“ jeden Zusammenschluss zweier oder mehrerer Willenserklärungen, die auf die Hervorbringung von Rechtsfolgen gerichtet sind. Das im Januar 1811 in Kraft getretene österreichische ABGB regelt den Vertrag ausführlich in den §§ 859 ff. ABGB. Verträge kommen gemäß § 861 ABGB formlos durch übereinstimmende Willenserklärungen zustande. Das Schweizer Obligationenrecht (OR) vom März 1911 geht ebenfalls vom allgemeinen Grundsatz der Formfreiheit aus (Art. 11 Abs. 1 OR), wobei zum Vertragsabschluss die übereinstimmende gegenseitige Willensäußerung der Parteien erforderlich ist (Art. 1 Abs. 1 OR).

#### England
In England ist der Vertrag (englisch contract, agreement) Teil des englischen internationalen Vertragsrechts, das seit 1990 auf zwei verschiedenen Rechtsquellen beruht. Einerseits besteht der Komplex des Common Law mit Gerichtsentscheidungen, die bis in das 17. Jahrhundert zurückreichen, andererseits gibt es das Europäische Übereinkommen über das auf vertragliche Schuldverhältnisse anzuwendende Recht (Europäisches Schuldvertragsübereinkommen, EVÜ), das durch den Contracts (Applicable Law) Act seit Juli 1990 gilt. Dadurch ist das EVÜ Teil des englischen Gesetzesrechts (englisch statute law) geworden und hat die Regeln des Common Law verdrängt. Das EVÜ wurde ab Dezember 2009 durch die Verordnung (EG) Nr. 593/2008 (Rom I) ersetzt.

## Der Vertrag als soziale Institution
Ein Vertrag koordiniert und regelt das soziale Verhalten durch eine gegenseitige Selbstverpflichtung. Er wird freiwillig zwischen zwei (oder auch mehr) Parteien geschlossen. Im Vertrag verspricht jede Partei der anderen, etwas Bestimmtes zu tun oder zu unterlassen (und damit eine von der anderen Partei gewünschte Leistung zu erbringen). Dadurch wird die Zukunft für die Parteien berechenbarer. Wenn eine Partei den Vertrag bricht, so kann dies die andere Partei ganz oder teilweise von ihrer Verpflichtung zur Erfüllung des Vertrags entbinden.
Der Inhalt der vertraglichen Vereinbarung muss von den Vertragsparteien im gleichen Sinne verstanden werden. Andernfalls kommt es zu unterschiedlichen Auslegungen des Vertrages, und der Zweck des Vertrages, die Koordination zukünftigen Verhaltens, wird verfehlt. Deshalb sind auch Täuschungen der anderen Partei über das Vereinbarte unzulässig.
Die Selbstverpflichtung durch Versprechen setzt voraus, dass die betreffende Partei bezüglich des Vertragsgegenstandes mündig ist und für sich selber sprechen und entscheiden kann und darf, d. h. die betreffende Partei muss rechtlich geschäftsfähig sein. Eine geschäftsfähige Person kann wirksame Willenserklärung abgeben und am Geschäftsverkehr teilnehmen. Eine geschäftsunfähige Person dagegen kann keine wirksame Willenserklärung abgeben. Jede Partei muss außerdem grundsätzlich befähigt und berechtigt sein, wie versprochen zu handeln. Insofern müssen die Parteien entsprechend autonom und verfügungsberechtigt sein.
Wenn die Leistungen der Parteien zeitlich versetzt erbracht werden, muss diejenige Partei, die in Vorleistung geht, darauf vertrauen, dass die andere Partei ihre Verpflichtungen ebenfalls noch erfüllen wird, ansonsten besteht ein Vorleistungsrisiko. Da ohne eine Vertrauensbasis niemand einen Vertrag abschließen wird, ist es für die Parteien wichtig, einen guten Ruf als zuverlässige Vertragspartner zu haben.
Wenn sich die vereinbarten Leistungen bis weit in die Zukunft erstrecken, so können in der Zwischenzeit unvorhergesehene Ereignisse eintreten, die die mit dem Vertrag verbundenen Absichten der Parteien gegenstandslos machen (Wegfall der Geschäftsgrundlage). In diesem Fall kann es zu einer Aufhebung des Vertrages kommen.
Der Inhalt eines Vertrages wird von den Parteien ausgehandelt. Zu welcher Vereinbarung es schließlich kommt, hängt von der Interessenlage der Parteien, ihren Handlungsmöglichkeiten und ihrem Verhandlungsgeschick ab. Grundsätzlich gilt, dass dabei jeder Partei freigestellt ist, innerhalb des gegebenen rechtlichen Rahmens ihre Interessen frei zu verfolgen. Die Parteien werden bei rationalem Handeln also nur einen solchen Vertrag abschließen, durch den sie besser gestellt werden als ohne diesen Vertrag.
Zwischen dem Punkt, wo ein Vertrag für die Parteien vorteilhaft wird, und dem Punkt, wo er nachteilig wird, gibt es einen mehr oder weniger großen Spielraum für Verhandlungen. Dabei kann die Verhandlungsmacht der Parteien sehr unterschiedlich sein, je nachdem wie dringlich sie den Vertragsabschluss jeweils benötigen.
Dass Verträge freiwillig abgeschlossen werden, bedeutet nicht, dass dabei keinerlei Zwang mitwirkt. Falls kein Vertrag abgeschlossen wird, so gilt der Status quo weiter. Dieser Status quo kann für die Parteien unterschiedlich erträglich sein. Wenn sich z. B. eine Partei in einer Notlage befindet, aus der sie nur ein Vertrag mit einer bestimmten anderen Partei befreien kann, so ist die Freiheit, den Vertrag nicht abzuschließen, u. U. nur die Freiheit, in der Notlage zu verkommen.
Dieser Widerspruch vom Zwang in der Freiheit kann auch Folge staatlicher Vorgaben sein. Beispiel: Der Zwang für Autobesitzer, eine Autoversicherung abschließen zu müssen, verbunden mit der Freiheit, den Anbieter und den Tarif wählen zu können.
Die Vertragsfreiheit ist neben dem Eigentumsrecht und der Konkurrenzsituation eines der Grundelemente der Marktwirtschaft.

## Der Vertrag im Recht
Vertrag bezeichnet im deutschen Recht ein mindestens zweiseitiges Rechtsgeschäft.
Verträge sind grundsätzlich formfrei. Das bedeutet, dass man sie nicht nur schriftlich, sondern auch mündlich (z. B. am Telefon) oder sogar wortlos durch schlüssiges Verhalten (z. B. indem man die Ware vom Fließband an der Supermarktkasse nimmt und in seinen Korb legt) schließen kann.
Formale Verträge, also schriftliche Verträge in strukturierter Form, werden üblicherweise in drei Teile gegliedert:
- Zu Beginn werden zuerst die Vertragspartner (Kontrahenten) bzw. Teilnehmer benannt.
- Im Hauptteil werden die Willenserklärungen dargelegt, zu denen sich die Vertragspartner verpflichten bzw. die sich die Teilnehmer auferlegen oder das Ziel, das sie durch den Vertrag erreichen wollen.
- Am Ende wird per Unterschrift, Siegel etc. bestätigt, dass die Vertragspartner den Vertragstext verstanden haben und damit übereinstimmen.

Für manche Verträge ist eine bestimmte Form (Schriftform, Textform, elektronische Form, Beglaubigung oder Beurkundung) gesetzlich oder vertraglich vorgeschrieben.

### Deutsches Recht
Der Vertrag ist ein mehrseitiges Rechtsgeschäft, welches durch einander entsprechende Willenserklärungen der beteiligten Parteien zustande kommt. Willenserklärungen entsprechen einander, wenn sie dieselbe Rechtsfolge herbeiführen wollen. Der Vertrag ist ein hochabstrakter Rechtsbegriff. Seine Fachdefinition ist für Nichtjuristen daher kaum verständlich. Allgemein verständlich formuliert ist der Vertrag das vom Gesetzgeber vorgesehene Mittel, damit zwei oder mehr Personen etwas rechtsverbindlich untereinander regeln können, d. h. selbst Rechtsfolgen zwischeneinander setzen können.
Inhalt des Vertrages ist meistens, dass sich die Vertragsparteien zu einem bestimmten Tun (oder Unterlassen) verpflichten (Verpflichtungsvertrag, § 311 Abs. 1 BGB). Doch gibt es auch Verträge, durch die keine Verpflichtung entsteht, sondern das Eigentum an einer Sache übergeht (Verfügungsvertrag, s. z. B. § 929  BGB und § 398 BGB). Schon diese grundlegende Unterscheidung zeigt, wie schwer es ist, den Vertrag konkreter zu definieren.
Einen Vertrag kann man auf zwei unterschiedlichen Weisen schließen. Der eine Vertragspartner macht dem anderen ein Angebot (im BGB heißt das „Antrag“, § 145 BGB) und der andere nimmt es an  (Annahme, § 151 BGB). Das ist der Regelfall bei mündlichen sowie bei einfachen Verträgen. Der zweite Weg ist, dass die Vertragsparteien gemeinsam einem Vertragstext zustimmen (wie das z. B. bei einem notariell beurkundeten Vertrag geschieht). Das ist bei komplexeren Verträgen in Schriftform der Regelfall.
Der Vertragsinhalt kann eine Vielzahl von Vertragsbedingungen enthalten, die als Allgemeine Geschäftsbedingungen gelten (§ 305 Abs. 1 BGB). Zu diesen allgemeinen Vertragsbedingungen gehören vor allem die Lieferungs- und Zahlungsbedingungen, während die nicht vorformulierten und damit individuell ausgehandelten Vertragsbestandteile als Individualabrede bezeichnet werden.

### Vertragsarten
Verträge können grundsätzlich  in Austauschverträge, bei denen die Parteien Leistung und Gegenleistung austauschen und in gesellschaftsrechtliche Verträge, bei denen die Parteien ein gemeinsames Ziel verfolgen, eingeteilt werden. Die Vertragsarten oder Vertragstypen unterscheiden sich durch den Vertragsgegenstand, also die sich aus einem Vertrag ergebende Hauptleistungspflicht. Insbesondere gibt es den Ehevertrag, Erbvertrag, Gesellschaftsvertrag, schuldrechtliche Verträge wie Arbeits-, Dienst-, Kauf-, Leasing-, Leih-, Miet-, Pacht- oder Werkvertrag sowie öffentlich-rechtlicher Vertrag, Staatsvertrag, Tarifvertrag, Vertrag zugunsten Dritter oder völkerrechtlicher Vertrag. Im Finanzwesen kennt man die Oberbegriffe Finanzkontrakt, Kreditvertrag, Sicherungsvertrag und Versicherungsvertrag für eine Vielzahl von konkreten Kredit- und Geschäftsarten. Der gemischte Vertrag enthält Elemente dieser typischen Verträge, lässt sich aber nicht klar unter einen Typus subsumieren. Hierzu gehört beispielsweise der Beherbergungsvertrag, der Elemente des Miet-, Dienst-, Werk- und Kaufvertragsrechts enthält.

## Vertragsverhandlung
Als Vertragsverhandlung wird die Phase bis zur Einigung zweier (beiderseitige Verhandlung) oder mehrere Parteien (mehrseitige Verhandlung) und der damit verbundenen gegenseitigen Willenserklärung, d. h. die Phase bis zum Abschluss eines Vertrages, verstanden. Diese Phase kann sowohl im öffentlich-rechtlichen, ökonomischen bzw. betriebswirtschaftlichen oder im privaten Bereich sowohl formal als auch formfrei entwickelt werden. In jedem Fall werden hierbei zum Teil ähnliche Elemente und innere Abfolgen unterschiedlich deutlich instrumentalisiert.
Obwohl Vertragsverhandlungen unverbindlich sind und erst der Vertragsschluss die Vertragspartner zu einer Leistung verpflichtet, begründen sie gemäß § 311 Abs. 2 BGB bereits ein sog. vorvertragliches Schuldverhältnis. Dieses verpflichtet die Verhandlungspartner zu Sorgfalt und Rücksichtnahme. Verletzt ein Verhandlungspartner eine diese Verpflichtungen, kann er dem anderen gegenüber aus Verschulden bei Vertragsverhandlungen haften.

### Bereiche
Von einer Vertragsverhandlung wird insbesondere im Zusammenhang mit materiellen Rechten, dem Leistungsaustausch von Gütern und Dienstleistungen oder der Lizenzierung von immateriellen Rechten (Patente, Marken) gesprochen. So stellen Vertragsverhandlungen zum Beispiel den zielführenden Prozess der Vermietung bzw. des Leasings von Wirtschaftsgütern und Leistungen der Distributionspolitik im Marketing eines Unternehmens dar. Im Verkauf wird formal zwischen ökonomischen, privaten und öffentlich-rechtlichen Austauschprozessen unterschieden. Demgegenüber werden Verträge in einer gerichtlichen Auseinandersetzung regelmäßig grundsätzlich oder in ihrer Erfüllung bzw. dem rechtmäßigen Zustandekommen als solches bestritten.
Die Abgrenzungen im privaten oder sozialen Rahmen von Vertragsverhandlungen zum Beispiel bei der Verdinglichung von Sexualität und sozialen Vertragsverhandlungen im familiären Rahmen sowie solchen im öffentlich-rechtlichen Raum (zum Beispiel im Rahmen von Haushaltsverhandlungen der Körperschaften des öffentlichen Rechtes) und formal zu klärenden Vertragsbeziehungen von juristischen Personen ermöglichen dennoch, gemeinsame Bestimmungsmerkmale zu erkennen:
- Angebot und Annahme begründen einen Vertrag.
- Verhandlungsgüter können dingliche, immaterielle, aber auch soziale Werte sein.
- Vertragsverhandlungen werden oft verdeckt, das heißt durch Sozialverhalten maskiert geführt.
- Planvolle Verhandlungsführung wird zum Teil unbewusst herbeigeführt (z. B. in der Erziehung).
- Soziale Normen und Formvorschriften, zum Beispiel vor Gericht, werden unterschiedlich operationalisiert.

Auch wird das bewusste Verhandeln als solches im Bereich persönlicher Beziehungen zum Zweck der Erziehung, Ehe auf Probe oder Prostitution von den interagierenden Parteien oft formal verneint (vgl. dazu auch Tausch (Soziologie)), obwohl auch diese Verhandlungen beispielsweise operationalisierte Emotionen als Vertragsgegenstand betreffen.
Gegenüber der unbewussten Verhandlung von Bedürfnissen im privaten und zwischenmenschlichen Bereich unterscheidet sich die Vertragsverhandlung im ökonomischen oder öffentlich-rechtlichen Rahmen häufig nur durch die Vorgabe einer Schriftform und bestimmter, zum Teil im Angebotswesen gesetzlich vorgeschriebener Abfolgen in Verhandlungsfortgang.
Normalerweise werden die einzelnen Phasen sozialer Verhandlungen nicht formal angezeigt oder bekundet. Üblich ist hier eher der fließende Übergang von einer zu der nächsten Phase, während die Eröffnung und der Abschluss einer Verhandlung nicht selten mit einer (nonverbalen) Signalhandlung begleitet werden. Hierbei ist es sowohl juristisch als auch umgangsrechtlich nicht erforderlich, einen gefundenen Kompromiss immer schriftlich zu fixieren.

### Ablauf der formlosen bzw. sozialen Verhandlung
Die Parteien äußern zunächst gegensätzliche Forderungen und nähern sich dann gegenseitig an, um einen Vertrag zu schließen. Dies erfolgt in einem Prozess aus Zugeständnissen oder der Suche nach neuen Alternativen. Grundlegende Verhandlungsinterventionen und Phasen der Verhandlungsführung in freien ökonomischen bzw. privaten Vertragsverhandlungen sind:
1. Interessensbekundung
2. Gewichtung
3. Güterabwägung
4. Kompromissfindung
5. Vertragsabschluss

Dabei ist es zunächst von untergeordneter Bedeutung, wer die Verhandlung formal eröffnet, und dass dieser Ablauf nur der wahrscheinlichste und nicht der einzig denkbare ist. Im Laufe einer Verhandlung können sowohl nonverbale als auch strategische Elemente, mitunter auch Verhandlungshelfer (sog. Sekundanten) die Auseinandersetzung begleiten, sodass die einzelnen Phasen divergieren oder sich überlappen bzw. unregelmäßig wiederholen.
Verschiedene Interaktionstheorien, insbesondere die Theorie über die Elementarformen sozialen Verhaltens von George C. Homans (1961/1972), eignen sich für diese Zwecke. Homans versucht die Kommunikation zu interpretieren, welche auf lerntheoretischen Gesetzmäßigkeiten durch Motivierung und Belohnung bzw. Bestrafung basiert. Der Verkaufsvorgang wird demnach zum sozialen, dynamischen Austauschprozess, dessen Ergebnis von der wechselseitigen Kommunikation zwischen Verkäufer und Käufer abhängt. Rolf Schoch vertritt sogar die Meinung, dass soziale Interaktionen geradezu eine notwendige Voraussetzung für das Vorliegen eines Verkaufsvorganges seien. Untersuchungen dazu zeigen, dass der Erfolg des Verkaufsvorganges nicht nur von Merkmalen der Verkäufer und Käufer abhängt, sondern auch von der gegenseitigen Wahrnehmung der interagierenden Personen (siehe hierzu Verkaufspsychologie). Die Interaktion einer Vertragsverhandlung wird insbesondere nur solange aufrechterhalten, wie ausreichend große Belohnungen erwartet werden.

## International
International ist das Wort für Vertrag meist aus der lateinischen Sprache abgeleitet (lateinisch contractus, dazu deutsch Kontrakt). Der Vertrag ist englisch contract, französisch contrat, italienisch contratto, spanisch contrato oder portugiesisch contrato. Nur die Niederlande weichen hiervon ab (niederländisch overeenkomst).
Das österreichische Vertragsrecht entspricht dem deutschen. Ein Vertrag kommt dort gemäß § 861 ABGB durch den übereinstimmenden Willen zweier Vertragsparteien zustande. Verträge können auch stillschweigend durch konkludentes Handeln geschlossen werden (§ 863 Abs. 1 ABGB). Der Verbrauch, das Behalten oder Verwenden unbestellter Waren gilt gemäß § 864 Abs. 2 ABGB nicht als Annahme eines Antrags. Die Annahme hat nach § 869 ABGB frei, ernstlich, bestimmt und verständlich zu erfolgen. Die Nichtigkeit sittenwidriger oder verbotswidriger Verträge ist in § 879 ABGB geregelt. Allgemein sind Verträge formlos gültig (§ 883 ABGB).
Zum Abschluss eines Vertrages ist auch in der Schweiz die übereinstimmende gegenseitige Willensäußerung der Parteien erforderlich (Art. 1 OR). Die Zusendung einer unbestellten Sache ist gemäß Art. 6a OR kein Antrag, der Empfänger ist nicht verpflichtet, die Sache zurückzusenden oder aufzubewahren. Verträge bedürfen nach Art. 11 OR zu ihrer Gültigkeit nur dann einer besonderen
Form, wenn das Gesetz eine solche vorschreibt. Die Nichtigkeit sittenwidriger oder verbotswidriger Verträge regelt Art. 20 OR. Bestimmte Irrtümer machen gemäß Art. 24 OR den Vertrag unwirksam; Rechenfehler hindern die Verbindlichkeit des Vertrages nicht, sind aber zu berichtigen.
In Frankreich ist der Vertrag (französisch contrat) gemäß Art. 1101 Code civil (CC) eine Willensvereinbarung zwischen zwei oder mehr Personen, die dazu bestimmt ist, Verbindlichkeiten zu begründen, zu ändern, zu übertragen oder zu beenden. Dabei steht es gemäß Art. 1102 CC jedem frei, Verträge abzuschließen oder nicht abzuschließen, seinen Vertragspartner zu wählen und den Inhalt und die Form des Vertrags innerhalb der gesetzlich festgelegten Grenzen zu bestimmen.
Das Common Law geht mit dem Dogma der Consideration (England und Wales) und in den USA beim Abschluss von Verträgen vom Erfordernis einer Gegenleistung (englisch consideration) aus. Sie ist eine Voraussetzung für die Einklagbarkeit eines Vertrages im Falle einer Vertragsverletzung. Grundgedanke hierbei ist, dass vertragliche Versprechen rechtlich nur durchsetzbar sein sollen, wenn sie Teil eines Geschäfts (englisch bargain) sind. Im US Common Law gilt der Grundsatz, dass der Gegenwert der Consideration nicht untersucht wird, sodass eine angemessene Gegenleistung (lateinisch quid pro quo) mithin nicht erforderlich ist. Jede noch so geringwertige consideration genügt für die Bindungswirkung eines Versprechens. Nach Case law genügt bereits als Gegenleistung ein „Pfefferkorn“ (englisch peppercorn). Das Common Law projiziert in Verträge ein Garantieversprechen (englisch warranty) hinein. Wird die vertraglich versprochene Leistung nicht bewirkt, liegt eine Vertragsverletzung (englisch breach of contract) vor, gleichgültig, ob sie überhaupt nicht, zu spät oder schlecht erbracht wird; der Gläubiger kann Schadenersatz fordern oder bei Verletzung grundlegender Vertragspflichten (englisch fundamental breach) vom Vertrag zurücktreten (englisch discharge by breach).